# Xavière Tiberi
Pour les articles homonymes, voir Tiberi.
Xavière Tiberi, née Xavière Casanova à Corte le 22 août 1936, est l'épouse de Jean Tiberi, ancien maire de Paris.

## Biographie
D'origine corse et issue d'un milieu familial radical-socialiste, elle est la fille d'un pâtissier de Corte. Elle a une sœur cadette. Au milieu des années 1950, elle rencontre Jean Tiberi, avec lequel elle a deux enfants, Dominique et Hélène. Dans sa jeunesse, elle est membre de la fédération socialiste de la Seine. Elle soutient Emmanuel Macron pour l'élection présidentielle de 2017.
Amie de Jean-Edern Hallier, elle est depuis 2019 membre du Cercle InterHallier.

## Affaires judiciaires

### Les emplois fictifs du conseil général de l'Essonne
Elle a fait l'objet d'une information judiciaire dans l'affaire des emplois fictifs du conseil général de l'Essonne, dans laquelle fut mise en cause la somme perçue pour le rapport « Réflexions sur les orientations du Conseil général de l'Essonne en matière de coopération décentralisée » (communément appelé « rapport sur la francophonie ») qu'elle avait écrit et qui s'est avéré « truffé de fautes » (selon Le Canard enchaîné) ainsi que de lacunes culturelles. En janvier 2001, la procédure a été annulée pour vice de forme par la cour d'appel de Paris.

### Les faux électeurs du5earrondissementde Paris
Le 14 février 2008, les juges d'instruction chargés de l'enquête sur les faux électeurs du 5e arrondissement de Paris ont, sans attendre le réquisitoire du parquet, décidé de renvoyer Xavière Tiberi, son mari Jean Tiberi, et neuf autres prévenus devant le tribunal. 
Les différents journaux (télévision, radio, presse) titrent le 2 mars 2009 que le ministère public aurait requis une peine d'inéligibilité d'une durée de cinq ans contre Jean Tiberi, un an de prison avec sursis et 10 000 euros d'amende, ainsi qu'une privation du droit de vote et une inéligibilité de cinq ans contre Xavière Tiberi.
Le 26 septembre 2011, à la première audience du procès en appel de Jean Tiberi, son épouse Xavière et la première adjointe Anne-Marie Affret, condamnés en 2009, leurs avocats ont déposé in extremis quatre questions prioritaires de constitutionnalité (QPC) sur des points de droit.
En mars 2013, Jean et Xavière Tiberi ont été condamnés à respectivement 10 et 9 mois de prison avec sursis, peine assortie d'une inéligibilité de trois ans pour l'ex-maire de Paris dans l'affaire des faux électeurs du 5e arrondissement. Ils se sont pourvus en cassation quelques jours après ces arrêts de la cour d'appel de Paris.
Le 3 mars 2015, la Cour de cassation rejette le pourvoi de Jean Tiberi et de son épouse, qui sont donc définitivement condamnés. Immédiatement, ils annoncent s'apprêter à formuler un recours devant la Cour européenne des droits de l'homme, manifestement sans suites.